# Федорус, Григорий Аврамович
Федорус Григорий Аврамович (11 [24] апреля 1909, Таловая Балка, Херсонская губерния — 1991, Киев) — советский учёный в области физики и техники полупроводников. Доктор технических наук (1974), профессор (1981). Заслуженный деятель науки УССР (1980).

## Биография
Родился 11 (24) апреля 1909 года в селе Таловая Балка (ныне в Кировоградской области).
Жил в городе Кривой Рог. Один из первых пионеров, пионервожатый, глава совета пионеров шахтоуправления имени Карла Либкнехта. В 1924—1925 годах — рассыльный шахткома. В 1925—1927 годах — токарь шахтоуправления Октябрьской Революции. В 1927—1929 годах — бурильщик шахты «Центральная» шахтоуправления имени Карла Либкнехта.
В 1932 году окончил Каменец-Подольский институт социального воспитания, технико-математическое отделение. Член ВКП(б) с 1932 года.
В 1935—1942 годах работал в Институте физики АН УССР (Киев).
Участник Великой Отечественной войны.
В 1946—1960 годах снова работал в Институте физики АН УССР (Киев). С 1960 года — заведующий отделом Института полупроводников АН УССР.
Умер в 1991 году в Киеве.

## Научная деятельность
Специалист в области физики и техники полупроводников. Основные труды по прикладной фотоэлектронике полупроводников, технологии изготовления фотоэлектрических приборов на основе соединений халькогенидов металлов.

## Награды
- Государственная премия УССР в области науки и техники (15 декабря 1981)[2];
- Заслуженный деятель науки УССР (1980);
- Орден Отечественной войны 2-й степени (30 декабря 1944);
- Орден Отечественной войны 1-й степени (6 апреля 1985)[3];
- дважды Орден Красной Звезды (07.06.1944, 09.01.1945)[4];
- Орден «Знак Почёта»[1];
- другие ордена и медали.